# Troglops marginatus
Troglops marginatus é uma espécie de insetos coleópteros polífagos pertencente à família Malachiidae.
A autoridade científica da espécie é Waltl, tendo sido descrita no ano de 1835.
Trata-se de uma espécie presente no território português.